# We're Not Alone
We're Not Alone è il primo singolo discografico del gruppo Peeping Tom, pubblicato in collaborazione con il produttore Dan the Automator in esclusiva su ITunes il 24 aprile 2007 dalla Ipecac Recordings.

## Tracce
1. We're Not Alone (Dan the Automator redux) – 4:08 (testo: Mike Patton – musica: Dan the Automator)
2. We're Not Alone – 5:10 (Mike Patton)